# Jardin du souvenir français
Le jardin du souvenir français est un parc public de Colmar en Alsace.

## Localisation
Il est situé dans le quartier du Ladhof.
On y accède par la rue du Ladhof.